# Thomas Rettenegger
Thomas Rettenegger (ur. 5 lutego 2000) – austriacki kombinator norweski, medalista mistrzostw świata juniorów.

## Kariera
Po raz pierwszy na arenie międzynarodowej pojawił się 21 lutego 2015 roku w Seefeld, gdzie w zawodach dzieci zajął trzecie miejsce. W 2020 roku wystąpił na mistrzostwach świata juniorów w Oberwisenthal, gdzie razem z kolegami z reprezentacji zdobył złoty medal w sztafecie.
W zawodach Pucharu Świata zadebiutował 21 grudnia 2019 roku w Ramsau, gdzie zajął 35. miejsce w Gundersenie. Pierwsze pucharowe punkty zdobył 27 listopada 2022 roku w fińskiej Ruce, gdzie był dwudziesty dziewiąty w zawodach ze startu masowego. Na podium zawodów tego cyklu pierwszy raz stanął 7 stycznia 2023 roku w Otepää, kończąc rywalizację w zawodach ze startu masowego na trzeciej pozycji.
Jego brat, Stefan Rettenegger, także uprawia kombinację norweską.

## Osiągnięcia

### Mistrzostwa świata
| Miejsce | Dzień   | Rok  | Miejscowość | Konkurencja           | Wynik zwycięzcy | Strata  | Zwycięzca          |
| ------- | ------- | ---- | ----------- | --------------------- | --------------- | ------- | ------------------ |
| 35.     | 4 marca | 2023 | Planica     | Gundersen HS138/10 km | 23:42,6         | +5:46,2 | Jarl Magnus Riiber |

### Mistrzostwa świata juniorów
| Miejsce | Dzień   | Rok  | Miejscowość    | Konkurencja           | Wynik zwycięzcy | Strata  | Zwycięzca          |
| ------- | ------- | ---- | -------------- | --------------------- | --------------- | ------- | ------------------ |
| 18.     | 4 marca | 2020 | Oberwiesenthal | Gundersen HS105/10 km | 24:00,1         | +3:25,0 | Jens Lurås Oftebro |
| 1.      | 8 marca | 2020 | Oberwiesenthal | Sztafeta HS105/4x5 km | 47:23,5         | -       | -                  |

### Puchar Świata

#### Miejsca w klasyfikacji generalnej
- sezon 2019/2020: niesklasyfikowany
- sezon 2020/2021: nie brał udziału
- sezon 2021/2022: niesklasyfikowany
- sezon 2022/2023: 25.
- sezon 2023/2024: 9.
- sezon 2024/2025: 14.

#### Miejsca na podium chronologicznie
| Nr | Data            | Miejscowość | Konkurencja             | Wynik zwycięzcy | Pozycja | Strata    | Zwycięzca          |
| -- | --------------- | ----------- | ----------------------- | --------------- | ------- | --------- | ------------------ |
| 1. | 7 stycznia 2023 | Otepää      | Start masowy HS97/10 km | 133,8 pkt       | 3.      | -17,1 pkt | Johannes Lamparter |

### Puchar Kontynentalny

#### Miejsca w klasyfikacji generalnej
- sezon 2017/2018: 63.
- sezon 2018/2019: 26.
- sezon 2019/2020: 31.
- sezon 2020/2021: 14
- sezon 2021/2022: 4.
- sezon 2022/2023: 10.

#### Miejsca na podium chronologicznie
| Nr | Data           | Miejscowość | Konkurencja             | Wynik zwycięzcy | Pozycja | Strata  | Zwycięzca           |
| -- | -------------- | ----------- | ----------------------- | --------------- | ------- | ------- | ------------------- |
| 1. | 4 grudnia 2021 | Zhangjiakou | Gundersen HS106/10 km   | 25:27,2 min     | 3.      | +15,7 s | Jakob Lange         |
| 2. | 13 lutego 2022 | Lillehammer | Gundersen HS98/10 km    | 22:03,6 min     | 3.      | +2,9 s  | Lars Ivar Skårset   |
| 3. | 18 lutego 2023 | Rena        | Super Sprint HS109/1 km | 130,7 pkt       | 1.      | -       | -                   |
| 4. | 19 lutego 2023 | Rena        | Gundersen HS139/10 km   | 24:16,0 min     | 3.      | +1,4 s  | Einar Lurås Oftebro |

### Letnie Grand Prix

#### Miejsca w klasyfikacji generalnej
- 2018: niesklasyfikowany
- 2019: niesklasyfikowany
- 2021: (27.)[2]
- 2022: 13. (30.)[3]
- 2023: (12.)[4]
- 2024: (11.)[5]

#### Miejsca na podium chronologicznie
| Nr | Data            | Miejscowość | Konkurencja          | Wynik zwycięzcy | Pozycja | Strata | Zwycięzca    |
| -- | --------------- | ----------- | -------------------- | --------------- | ------- | ------ | ------------ |
| 1. | 3 września 2023 | Villach     | Gundersen HS98/10 km | 21:54,3         | 3.      | +29,1  | Ilkka Herola |